# シティ・オン・ファイア (テレビドラマ)
『シティ・オン・ファイア』は小説"City on Fire"に基づくアメリカ合衆国の犯罪ドラマシリーズであり、ジョシュ・シュワルツとステファニー・サヴェジにより創作されてApple TV+で配信されている。2023年5月12日に配信が始まった。2023年8月、打ち切りが発表された。

## あらすじ
2003年のマンハッタンを舞台とし、富裕な不動産業者一族内の争い、バンドシーン、連続放火事件が描かれる。
1988年、富裕な不動産業の一族ハミルトン・スウィーニー家の長ビル・シニアは、同業のグールド家のフェリシアと再婚し、事業合併を果たす。だがフェリシアの養子の兄弟のエイモリーの差し金で、ビル・シニアの娘リーガンはレイプされる。これを知ったリーガンの弟のウィリアムはエイモリーを指弾するも聞き入れられず、家族から距離を置く。リーガンは密かに出産し、子を養子に出す。
2003年、ウィリアムはバンド活動や美術製作を経て、麻薬中毒となり、同性の教師マーサーと暮らす。エイモリーは再開発地域を空き家にするため、ウィリアムの去ったバンドのリーダーで放火癖のあるニッキーを使い、放火を繰り返させる。リーガンの夫キースに、毎月金を届けさせる。キースはバンドの取り巻きのサムと知り合い、不倫関係となる。不倫を知らせる手紙を受け取ったリーガンは離婚を切り出す。エイモリーはハミルトン・スウィーニー社の不正行為をでっち上げて通報し、ビル・シニアが罪を認める司法取引をして自分がCEOになるよう企む。陰謀を知ったウィリアムを殺そうとするも失敗する。ウィリアムはエイモリーの犯罪の証拠を手に入れ、家族とともに警察を訪れ、サム襲撃事件を捜査するパーサ、マクファーデン両刑事に渡す。
911テロで養父を失った少年チャーリーはサムと知り合い、彼女を通じてニッキーのバンドに接近する。独立記念日に催されたハミルトン・スウィーニー家のパーティー会場の側でサムが頭を撃たれて昏睡状態となり、チャーリーが指名手配される。チャーリーはニッキーのグループに匿われるも、連続放火とのかかわりを知って警察に通報する。ニッキーはエイモリーに関係を断たれて怒り、ハミルトン・スウィーニー社に時限爆弾を仕掛ける。
爆破予告があってエイモリーは逃げる。マンハッタン中が停電となる。チャーリーがスアーの助けで爆弾を止める。スアーはソルが、放火を通報しようとしたサムを撃ったとパーサ刑事に告白する。サムは意識を取り戻す。ウィリアムはエイモリーの警備に刺されるも回復し、父と和解する。リーガンはキースとよりを戻す。リーガンが捨てた子がチャーリーであるとわかる。

## キャスト
※（）内は日本語吹替。
- ワイアット・オレフ : チャールズ(チャーリー)・ワイズバーガー（山下誠一郎[3]） - 911テロで養父を失った少年
- チェイス・スイ・ワンダーズ（英語版） : サマンサ(サム)・ヤン、ニューヨーク大学の学生、キースの不倫相手
- ジェレマイマ・カーク（英語版） : リーガン・ハミルトン・スウィーニー - 富裕な不動産業者の娘
- ニコ・トルトレッラ（英語版） : ウィリアム ・ハミルトン・スウィーニー（中務貴幸） - リーガンの弟、"エックス・ニヒロ"の前身のバンドの元リーダーで芸術家
- アシュリー・ズーカーマン（英語版） : キース・ランプライター - リーガンの夫
- Xavier Clyde : マーサー - 教師でウィリアムの同棲相手
- en:Max Milner : ニッキー・カオス - バンド"エックス・ニヒロ"のリーダー
- Alexandra Doke : スワー（ロレイン） - ニッキーの仲間
- オミッド・アブタヒ（英語版） : パーサ - 刑事
- キャスリーン・マンロー : マクファーデン - 刑事
- ジョン・キャメロン・ミッチェル : エイモリー・グールド - フェリックスの養子の兄弟、リーガンとウィリアムの義理の叔父
- Alexander Pineiro : ソル - ニッキーの仲間
- Dylan T Jackson : デリリウム - ニッキーの仲間
- en:Michael Tow : ジョー・ヤン - 小さな花火工場を経営するサマンサの父親
- en:Beth Malone : フェリシア・グールド - ビル・シニアの後妻
- ジェフ・ピアソン : ビル・シニア : リーガンの父で富裕な不動産業者
- en:Felix Solis : ブルーノ : ウィリアムの知り合いの美術商

## エピソード
| 通算 話数 | タイトル                                                 | 監督                 | Teleplay by                                 | 公開日        |
| --- | -------------------------------------------------------- | -------------------- | ------------------------------------------- | ------------- |
| 1 | "独立記念日の悲劇" "We Have Met the Enemy, and He Is Us" | ジェシー・ペレッツ   | ジョシュ・シュワルツ&ステファニー・サヴェジ | 2023年5月12日 |
| 2003年、養父を911テロで失ったことから立ち直れないチャーリーは精神科医のカウンセリングを受け、高校の1年先輩のサムと知り合う。ウィリアム・ハミルトン・スウィーニーの同棲相手で教師のマーサーは、生徒の姓に気づいてウィリアムの姉のリーガンに声をかける。富裕な不動産業者の一族のリーガンは疎遠なウィリアムとマーサーを独立記念日のパーティーに誘う。リーガンは夫キースが不倫をしているという匿名の手紙を受け取り、離婚を切り出す。独立記念日の日、サムの友人のソルとスワーは大量の火薬をサムの父ジョーの花火工場から持ち出す。チャーリーはニッキーのバンド”エックス・ニヒロ"のライブに行く。スワーと知り合いステージ裏に連れられて、バンドメンバーのニッキーと元メンバーのウィリアムに会う。マーサーはウィリアムの上着を借りてスウィーニー家のパーティーに行く。リーガンは義理の叔父エイモリーから、父のビル・シニアが金融犯罪で逮捕される予定だと聞く。サムはパーティー会場前で不倫相手のキースを待ち受ける。チャーリーはコカインを吸引した後、サムと待ち合わせたパーティー会場前に行く。セントラル・パークから銃声が聞こえ、マーサーは頭を撃たれて倒れたサムを見つける。マーサーが通報に行った後、チャーリーが現場に来てサムの撃たれた姿を見て逃げる。パーサとマクファーデンの両刑事は、上着からヘロインが発見されたマーサーを逮捕する。 |                                                          |                      |                                             |               |
| 2 | "いくつもの伏線" "Scenes from Private Life"              | ジェシー・ペレッツ   | ジョシュ・シュワルツ&ステファニー・サヴェジ | 2023年5月12日 |
| チャーリーはサムを撃った犯人を捜し、かつて大晦日にサムと行ったレストラン"チッチャロズ"の廃墟に行き、ソルやスワーによる火薬の実験を目撃し殴り倒される。サムは昏睡状態となる。 事件の翌日、リーガンは父の逮捕のことを別居中のキースに話し、子供たちを預かるよう頼む。公園で撃たれた鳥を見かける。父のビル・シニアがヘリコプターで着陸後に逮捕されるのを見る。釈放されたマーサーはアパートに帰り、上着にヘロインを隠していたウィリアムと口論になる。パーサとマクファーデンはサムの住む学生寮に行き、ルームメイトのレイラからサムとバンドのつながりを聞く。射撃現場近くで"エックス・ニヒロ"のビラを見つける。 |                                                          |                      |                                             |               |
| 3 | "ニッキーの計画" "The Family Business"                   | en:Haifaa al-Mansour | ジョシュ・シュワルツ&ステファニー・サヴェジ | 2023年5月12日 |
| チャーリーは意識を取り戻し、ニッキー、スワー、ソルらにサムが撃たれたことを教えて慰められる。ニッキーの仲間による無人の建物の放火に誘われる。ビル・シニアは保釈されるも健康を害し、リーガンに事業を任せると言う。マーサーは、ウィリアムがドラッグに溺れていることを知り、心配する友人たちとリーガンを呼び回復施設入りを説得するも、ウィリアムは拒否する。重役会ではリーガンではなくエイモリーが暫定CEOに選ばれる。キースはセントラル・パークで女性が撃たれたと聞いてサムの学生寮を訪ね、ルームメイトに通報される。キースはエイモリーがサムを撃ったと疑う。パーサはサムと映ったチャーリーの写真を入手して指名手配し、チャーリーの母が通報する。 |                                                          |                      |                                             |               |
| 4 | "偶然の一致" "Land of a Thousand Dances"                 | Haifaa al-Mansour    | ジョシュ・シュワルツ&ステファニー・サヴェジ | 2023年5月19日 |
| チャーリーは指名手配されたことを知って髪を切る。サムのカメラを探し、サムの遺した暗号を解いて隠されたフィルムを見つける。ウィリアムは男娼のおとり捜査で逮捕され、パーサ刑事と話してサムの事件に固執するようになる。警察が連続放火をテロとして調べ始める。キースに毎月金を運ばせ、ニッキーのグループに放火をさせていたエイモリーは、ウィリアムが遠くから見守る中でニッキーとの関係を打ち切る。リーガンはエイモリーが違法な住民追い出しをしていたことに気づく。キースの息子ウィルがサムとの性交を目撃し、不倫を知らせる手紙をリーガンに送ったことが分かる。キースが隠していた銃が無くなっている。パーサとマクファーデンはサムとキースの関係を知る。 |                                                          |                      |                                             |               |
| 5 | "隠された真実" "Brass Tactics"                           | en:Liz Garbus        | ジョシュ・シュワルツ&ステファニー・サヴェジ | 2023年5月26日 |
| チャーリーはフィルムの現像を頼むがニッキーに知られて写真を抜き取られる。現像し直して、ニッキーの放火の証拠写真であると知る。リーガンとキースは息子のウィルを問い詰め、銃を家から持ち出して鳥を撃ったと聞く。二人は銃を海に捨てる。サムの事件を調べるウィリアムは、ハミルトン・スウィーニーが放火された不動産を買っていることに気づく。本社に行きエイモリーを問い詰める。パーサとマクファーデンはキースを取り調べるが、エイモリーが手をまわして釈放させる。二人はハミルトン・スウィーニーの不動産事業の不正の報道を知ってサムの死との関連を調べに本社に行く。デモをしていたニッキーのグループが、エイモリーの依頼でウィリアムを追いかける。ニッキーのグループのデリリウムはウィリアムのアトリエに行き、居合わせた美術商のブルーノを殺し、調査結果を隠滅するために放火する。ソルはウィリアムをフェリーから突き落とす。 |                                                          |                      |                                             |               |
| 6 | "15年前の出来事" "Annus Horriblis"                       | Liz Garbus           | ジョシュ・シュワルツ&ステファニー・サヴェジ | 2023年5月31日 |
| 15年前、ハミルトン・スウィーニー家とグールド家の事業は合併し、グールド家のフェリシアがビル・シニアとの婚約を発表する。リーガンがレイプされ、リーガンとウィリアムはフェリシアの兄弟のエイモリーの差し金と疑う。グールド家を非難したウィリアムは父に聞き入れられず、家族と縁を切る。リーガンは密かに妊娠して出産する。現在、ウィリアムは生き延びて別荘にたどり着き、管理人のジョセフの助けでエイモリーの隠していた書類を見つけて、放火癖のあるニッキーとのかかわりを知る。マーサーとリーガンはウィリアムに会いに行く。サムは覚醒せず、父ジョーは安楽死を断る。チャーリーは写真に写るニッキーの放火で人が死んだことを知る。ニッキーと仲間たちは大型の爆弾を作り、サムの復讐に使うとチャーリーに語る。チャーリーは逃げて警察に通報する。マクファーデンは監視カメラの映像からエイモリーがサムを撃ったと疑う。 |                                                          |                      |                                             |               |
| 7 | "悪魔の正体" "The Demon Brother"                         | ジェシー・ペレッツ   | ジョシュ・シュワルツ&ステファニー・サヴェジ | 2023年6月9日  |
| チャーリーの通報を受け、パーサとマクファーデンは"チッチャロズ"に踏み込み、もぬけの殻ながら爆弾の製造痕跡を見る。ニッキーのグループはサムの復讐として、ハミルトン・スウィーニー本社に爆弾を仕掛けに行くが、スワーは逃げる。チャーリーはサムの入院室を訪ねて別れを告げる。キースもやってきて、二人とも逮捕される。ビル・シニアは不正を求める宣誓供述書への署名をエイモリーに強制されるも逃げ、リーガンとウィリアムに合流して警察に来る。ウィリアムはエイモリーの罪の証拠をパーサに見せる。爆破予告が本社ビルに届き、エイモリーは逃げる。追いかけたウィリアムは警護に刺される。スワーを追いかけて本社ビルに入ったチャーリーは、窓の外の時限爆弾を止めるために飛び降りる。マンハッタン中で停電が起きて、サムの生命維持装置が止まり、エイモリーの乗る車は交通事故に遭う。 |                                                          |                      |                                             |               |
| 8 | "夜明けの時" "In the Dark"                               | ジェシー・ペレッツ   | ジョシュ・シュワルツ&ステファニー・サヴェジ | 2023年6月16日 |
| チャーリーはスアーの助けで爆弾を止める。スアーは放火を通報しようとしたサムの口封じにソルが撃ったと告白する。エイモリーは逃げる。停電は朝まで続く。リーガンとキースの二人の子は自力で家に帰る。ニッキー、ソル、デリリウムは逃げる途中で爆弾の失敗を知って喧嘩となり、ソルは逃げる。看護婦と父に手動で呼吸を補助されたのち、サムは意識を取り戻す。ウィリアムは回復する。リーガンが15年前に捨てた子がチャーリーであるとわかる。 |                                                          |                      |                                             |               |